# Rosminianer-Schwestern der Göttlichen Vorsehung

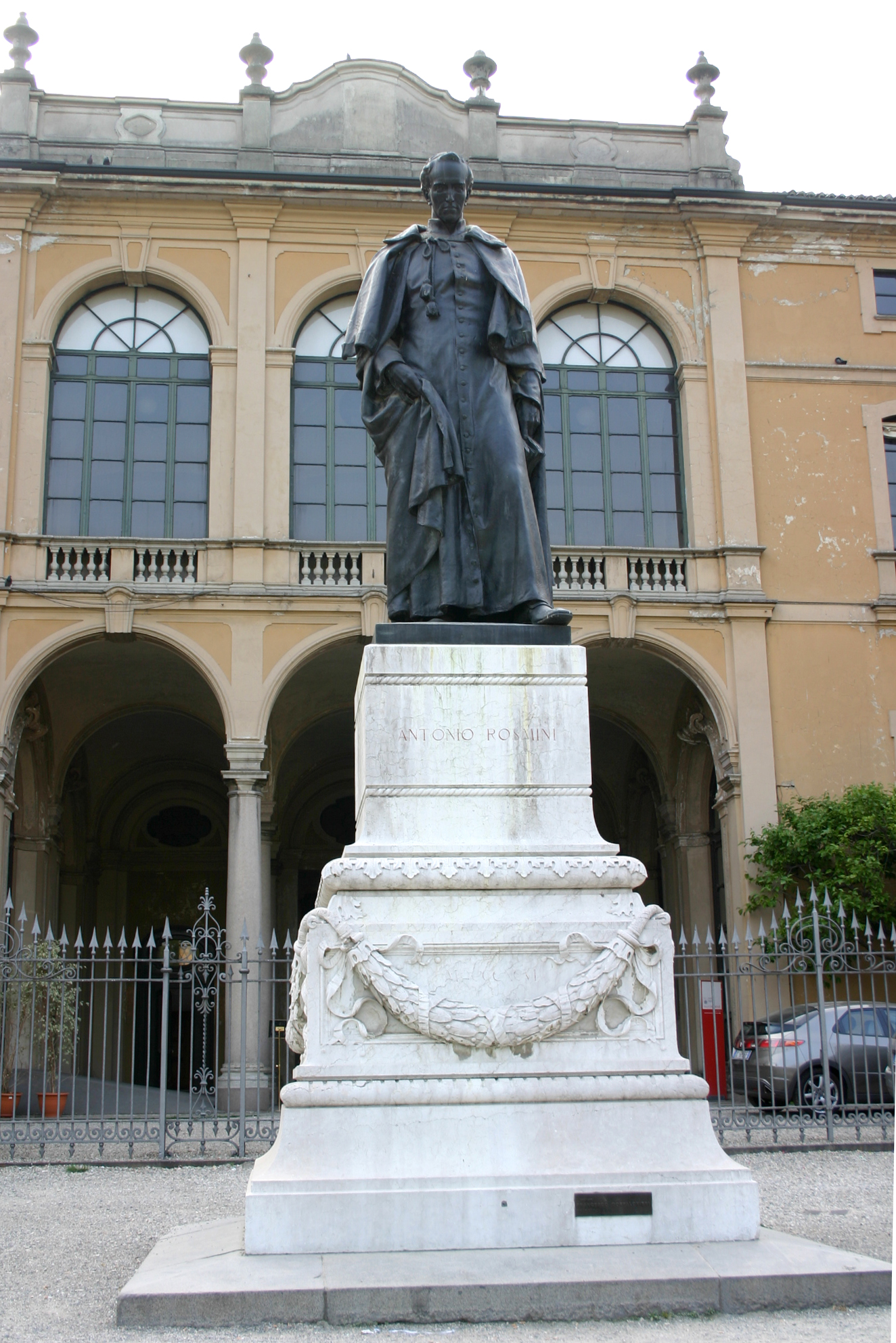
Statue des Ordensgründers Antonio Rosmini in Mailand

Die Rosminianer-Schwestern der Göttlichen Vorsehung (lat.: Congregatio Sororum a Providentia, Ordenskürzel: IC) sind eine Kongregation päpstlichen Rechts.

## Geschichte
1838 kamen die Ordensschwester Mutter Maria Giovanna Antonietti di Baceno (1809–1872) und der Selige Antonio Rosmini auf dem Monte Calvario bei Domodossola (Italien) überein, neben dem Männerorden der Rosminianer auch einen weiblichen Zweig zu gründen. 1839 genehmigte Papst Gregor XVI. die Kongregation und übergab ihr den Namen.
Das Generalat hat seinen Sitz in Rom, das Mutterhaus ist in Borgomanero beheimatet. Die Kongregation hat in Italien mehrere Standorte, sie hat Niederlassungen in Tansania, Venezuela, Kolumbien, Indien, Großbritannien und in Irland. 2005 bestand die Ordensgemeinschaft aus 325 Ordensschwestern, die auf 42 Einrichtungen verteilt sind.

## Das Ordenssymbol

Ordenszeichen

Im Ordenszeichen der Rosminianer und Rosminianer-Schwestern stehen im Außenkreis die umlaufenden Worte Lex (dt.: Gesetz) – Plenitudo (dt.: Vollendung oder Fülle) – Charitas (dt.: Nächstenliebe), dt.: „Die Vollendung des Gesetzes ist die Liebe“. Im mittleren Kreisfeld ist ein Pelikan abgebildet, der drei junge Pelikanküken füttert. Die Symbolik stellt die große Fürsorge des Pelikans für seine Jungen dar, die er im Notfall bis auf das eigene Blut verteidigt. Mit diesem Symbol soll Jesus Christus als guter Pelikan dargestellt werden, der sich für die Menschheit opferte und sein Blut zur Rettung der Menschheit hingab. Für die Rosminianer ist es das Zeichen der völligen Hingabe zum großen Dienst für Gott.

## Spiritualität und Hingabe
Das Hauptaugenmerk ihrer Bemühungen ist die praktische Anwendung der Nächstenliebe. Ihr Antrieb ist der unzertrennliche Glaube an die „Göttliche Vorsehung“, verbunden mit dem göttlichen Auftrag den gestreuten Samen (vergl. 1 Kor 15,38 : „Gott aber gibt ihm einen Leib, wie er will, einem jeden Samen seinen eigenen Leib“) zu betreuen und zu bewahren. Im Bewusstsein der göttlichen Gegenwart wollen die Schwestern leben und arbeiten. Mit dem Vertrauen auf die Vorsehung und mit völliger Hingabe wollen sie die Nächstenliebe praktizieren.